# Port Byron (Nowy Jork)
Port Byron – wieś w Stanach Zjednoczonych, w stanie Nowy Jork, w hrabstwie Cayuga.